# Arcydzieła
Arcydzieła. Najlepsze opowiadania science fiction stulecia (tyt. oryg. Masterpieces: The Best Science Fiction of the Twentieth Century) – antologia pod redakcją Orsona Scotta Carda, wydana w USA w 2001, a w Polsce w 2006 r. przez oficynę Prószyński i S-ka, ISBN 83-7469-176-X.

## Spis treści

### Złoty Wiek
- Poul Anderson Nazywam się Joe (Call me Joe)
- Robert A. Heinlein Wszyscy wy zmartwychwstali ("All You Zombies—")
- Lloyd Biggle Jr. Oprawca muzyczny (Tunesmith)
- Theodore Sturgeon Spodek samotności (A Saucer of Loneliness)
- Isaac Asimov Sny robota (Robot Dreams)
- Edmond Hamilton Degeneracja (Devolution)
- Arthur C. Clarke Dziewięć miliardów imion boga (The Nine Billion Names of God) – Nagroda Retro Hugo za najlepszą miniaturę literacką 2004 (za 1954)
- James Blish Dzieło sztuki (A Work of Art)
- Ray Bradbury Ciemnoskórzy byli i złotoocy (Dark They Were, and Golden-Eyed)

### Nowa Fala
- Harlan Ellison „Kajaj się, Arlekinie!” – powiedział Tiktak ("Repent, Harlequin!" Said the Ticktockman) – Nagroda Hugo za najlepszą miniaturę literacką 1966, Nagroda Nebula za najlepszą miniaturę literacką 1965
- R.A. Lafferty Matka Euremy (Eurema’s Dam) – Nagroda Hugo za najlepszą miniaturę literacką 1973, Nagroda Seiun za najlepszy utwór tłumaczony 1975
- Robert Silverberg Pasażerowie (Passengers) – Nagroda Nebula za najlepszą miniaturę literacką 1969
- Frederik Pohl Tunel pod światem (The Tunnel under the World)
- Brian W. Aldiss Kto zastąpi człowieka? (Who Can Replace a Man?)
- Ursula K. Le Guin Ci, którzy odchodzą z Omelas (The Ones Who Walk Away From Omelas) – Nagroda Hugo za najlepszą miniaturę literacką 1974
- Larry Niven Niestały Księżyc (Inconstant Moon) – Nagroda Hugo za najlepszą miniaturę literacką 1972

### Pokolenie mediów
- George R.R. Martin Piaseczniki (Sandkings) – Nagroda Hugo za najlepszą nowelę 1980, Nagroda Nebula za najlepszą nowelę 1979, Nagroda Locusa za najlepszą nowelę 1980
- Harry Turtledove Droga niewybrana (The Road Not Taken)
- William Gibson, Michael Swanwick Pojedynek (Dogfight)
- Karen Joy Fowler Stwarzanie (Face Value)
- C.J. Cherryh Garnki (Pots)
- John Crowley Śnieg (Snow)
- James Patrick Kelly Szczur (Rat)
- Terry Bisson Niedźwiedzie odkrywają ogień (Bears Discover Fire) – Nagroda Hugo za najlepszą miniaturę literacką 1991, Nagroda Nebula za najlepszą miniaturę literacką 1990, Nagroda Locusa za najlepszą miniaturę literacką 1991, Theodore Sturgeon Award 1991
- John Kessel(inne języki) Chytre wyjście (A Clean Escape)
- Lisa Goldstein(inne języki) Turyści (Tourists)
- George Alec Effinger Jeden (One)